# 横山隆良
横山 隆良（よこやま たかひさ、1901年（明治34年）9月4日 - 1977年（昭和52年）8月24日）は、昭和期の華族（男爵）。加賀八家横山家第15代当主。

## 経歴
加賀藩重臣横山家第14代当主、男爵横山隆俊の子として生まれる。1934年2月15日、父の死去に伴い男爵を襲爵した。
早稲田大学法学部を卒業。大学卒業後、浅野物産に入社し、重役まで昇進した。その他、小野慈善院評議員、北陸大亜細亜協議会会頭、鶴来通運社長、北陸鉄道常務、石川県乗合自動車運送事業組合専務理事などを務めた。

## 親族
- 妻：華子
- 子：隆昭